# Economische waarderingsmethode
Economische waarderingsmethoden zijn op natuur- en milieugebied manieren om de waarde van een marktgoed te bepalen, gebaseerd op de veronderstelling dat die waarde mede afhangt van de natuur- en/of milieukwaliteit.
Binnen de maatschappelijke kosten-batenanalyse (MKBA) worden verschillende gangbare waarderingsmethoden toegepast. Elke methode is toepasbaar op een bepaalde soort waarderingsvraagstukken, en er kunnen bepaalde ecosysteemfuncties mee gewaardeerd worden.
De methoden zijn:
- Averting-behaviour method (ABM)
- Contingente-waarderingsmethode (Engels: CVM)
- Hedonische-prijsmethode (HPM)
- Interne-opbrengstvoetmethode (Engels: IRR)
- Productiefactormethode (PFM)
- Reiskostenmethode (Engels: TCM)
- Schaduwkostenmethode